# Palaeoniscum
Palaeoniscum ist eine ausgestorbene Gattung der Unterklasse Actinopterygii. Dieser zur Familie der Palaeoniscidae gehörende Knochenfisch (Osteichthyes) lebte im Oberperm (Wuchiapingium).

## Erstbeschreibung
Palaeoniscum wurde bereits im Jahr 1818 von Henri Marie Ducrotay de Blainville erstmals wissenschaftlich beschrieben. Typusart der Gattung ist Palaeoniscum freieslebeni.

## Taxonomie
Die Gattung Palaeoniscum bildet mit einer sehr großen Anzahl von Schwestertaxa die nach ihr benannte Familie der Palaeoniscidae innerhalb der Ordnung der Palaeonisciformes, darunter Acrorhabdus, Ambodipia, Apateolepis, Atherstonia, Canobius, Cheirolepis, Coccocephalus, Cosmolepis, Cryphiolepis, Cycloptychius, Eurylepidoides, Eurylepis, Glaucolepis, Gonatodus, Guizhouniscus, Gyrolepis, Holurus, Howqualepis, Mesopoma, Myriolepis, Nematoptychius, Oxygnathus, Palaeoniscus, Phanerosteon, Progyrolepis, Pteronisculus, Rhadinichthys, Semionotus brodei, Trachelacanthus, Turfania, Turseodus, Wayaobulepis und Westollia. Neben der Typspezies Palaeoniscum freieslebeni werden die Arten Paläeoniscum blainvillei, Palaeoniscum comtus, Palaeoniscum elegans und Palaeoniscum vratislavensis einbezogen. Synonyme sind Eupalaeoniscus, Geomichthys, Palaeoniscus und Palaeothrissum. 
Vor allem die von Louis Agassiz in seiner Revision und Neubeschreibung der Gattung eingeführte Namensvariante Palaeoniscus war zeitweise weit verbreitet und findet sich gelegentlich bis heute.

## Merkmale

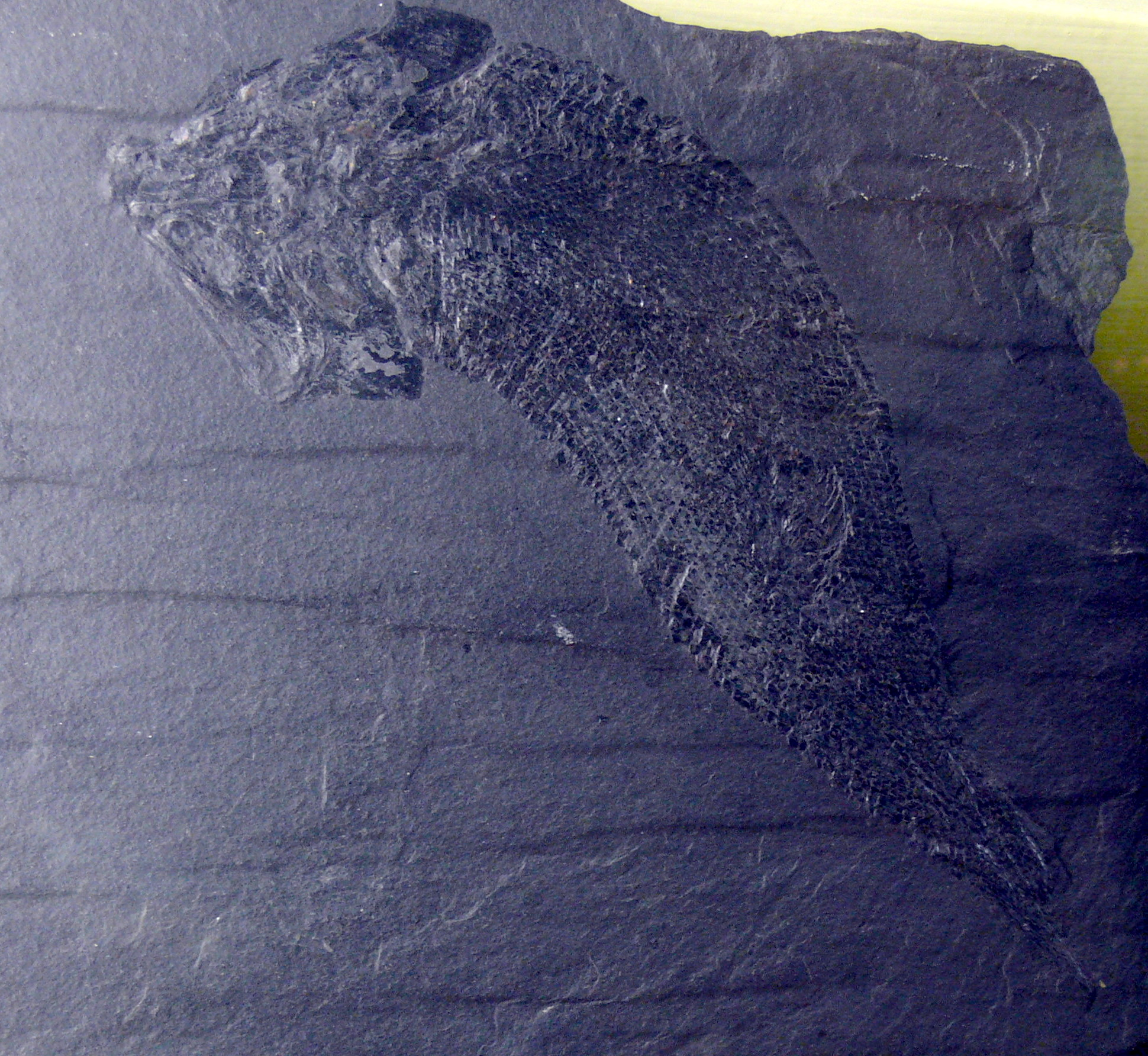
Palaeoniscum freieslebeni aus dem Kupferschiefer von Mansfeld

Palaeoniscum hatte einen torpedoförmigen Körper und wurde bis zu 30 Zentimeter lang. Seine Schwanzflosse war heterocerk und sehr deutlich eingekerbt. Die Rückenflosse war ziemlich groß. Beide Merkmale lassen einen schnellen Schwimmer vermuten. Wie andere frühe Strahlenflosser besaß Palaeoniscum mit dem Maul in Verbindung stehende Luftsäcke, die als primitive Schwimmblasen fungierten. Seine sehr scharfen Zähne wuchsen ähnlich wie bei heutigen Haien bei Verlust wieder nach.

## Lebensweise
Palaeoniscum war wahrscheinlich ein sehr aktiver, nektisch und räuberisch lebender Fleischfresser.

## Vorkommen
Fundstellen von Palaeoniscum finden sich in:
- Deutschland
- Frankreich
- Türkei
- Vereinigtes Königreich